# Virry de Vries Robles

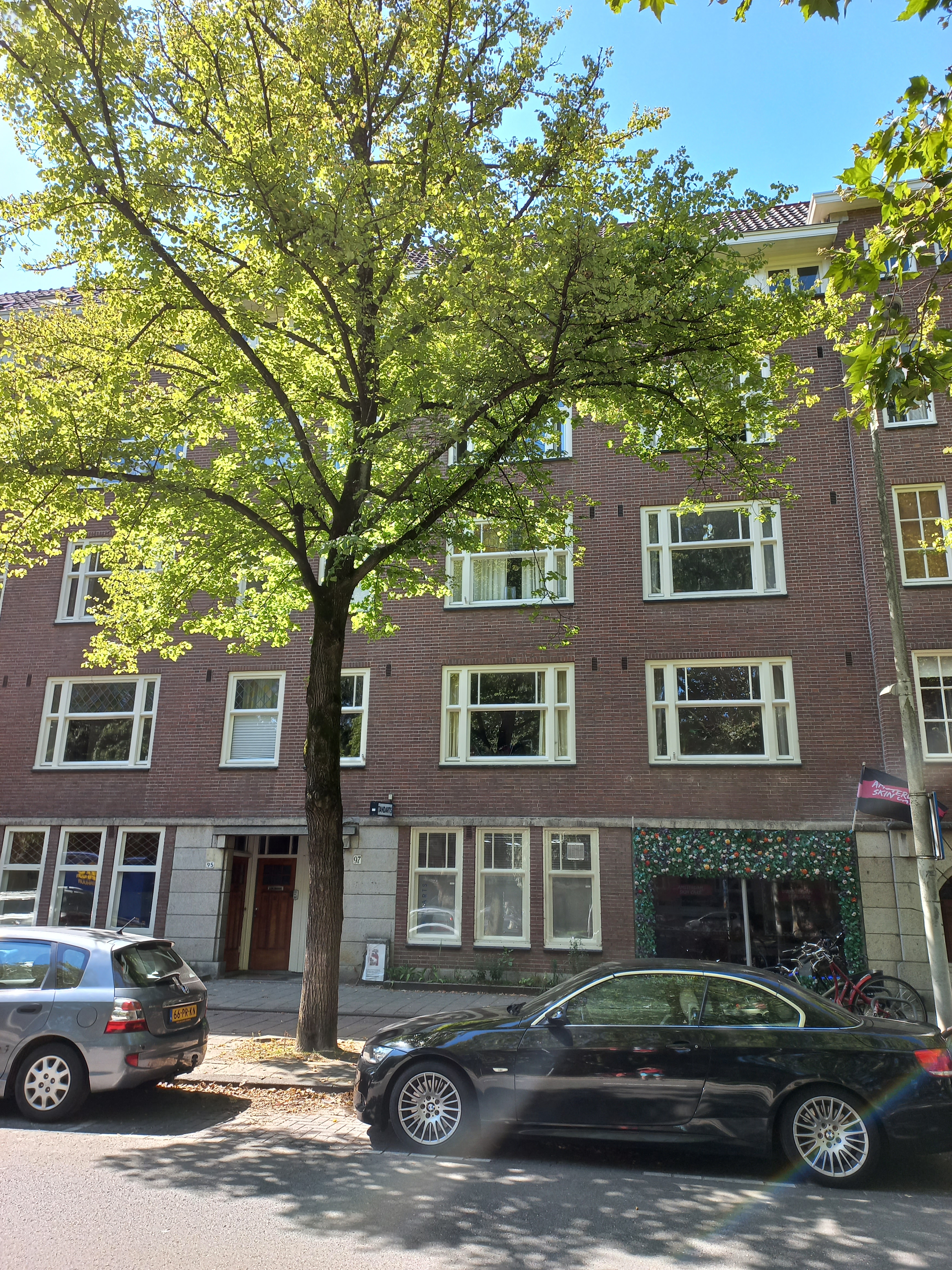
Willem de Zwijgerlaan 97 Hs met drie raampjes (augustus 2023)

Virginie (Virry) de Vries Robles (Amsterdam, 2 juli 1932 - Harderwijk, 3 maart 2022) was een Nederlands Holocaustoverlevende en therapeut. Ze was spreker voor het Herinneringscentrum Kamp Westerbork en het Landelijk Steunpunt Gastsprekers WOII - Heden. De Vries Robles werkte mee aan verschillende documentaires, waaronder Oorlog in Westerbork.

## Jeugd
De Vries Robles werd geboren in Amsterdam op 2 juli 1932. Ze was de dochter van de in Paramaribo geboren Bernard (Bert) de Vries Robles en Suze Adèle de Vries en groeide op in een geassimileerd Joods gezin. De Vries Robles omschreef zichzelf als een vrolijk, fantasierijk, maar lastig kind dat regelmatig straf kreeg. Haar vader was huisarts die na de Eerste Wereldoorlog naar Nederland was verhuisd, haar moeder was laborante. Tijdens de Tweede Wereldoorlog was haar vader werkzaam als arts in de Hollandse Schouwburg.

### Deportatie naar Westerbork
Het gezin De Vries Robles werd tweemaal opgepakt. In de zomer van 1943 werden ze na een nacht doorgebracht te hebben aan de verzamelplaats voor joden aan de Polderweg vrijgelaten. Bij thuiskomst bleek dat de huisartspraktijk van haar vader was leeggeroofd en veel waardevolle spullen waren verdwenen. Begin november 1943 werd het gezin voor de tweede maal opgepakt. Volgens De Vries Robles keken de buren zwijgend toe, alsof zij naar criminelen keken. Dit keer werden zij ingesloten in de gevangenis aan de Weteringschans waar zij opgesloten zaten met psychiatrische patiënten. Het gezin ging twee weken later op transport naar Kamp Westerbork. De Vries Robles was toen elf jaar oud.
Vanwege het beroep van haar vader werd het gezin gesperrt en hoefden zij niet op transport. De vader van De Vries Robles werd op 10 januari 1944 uit Westerbork ontslagen op last van Ferdinand aus der Fünten. De Vries Robles bleef samen met haar moeder achter in Westerbork. Haar moeder was op dat moment zwanger en beviel op 22 juli 1944 in Westerbork van een zoon. In Kamp Westerbork werkte ze op het land, moest ze in een barak batterijen uit elkaar halen en sprokkelde ze hout. Vriendschappen met andere kinderen sloot ze niet, die moesten uiteindelijk allemaal op transport.

### Selectie transport Bergen-Belsen
Op 13 september 1944 werd De Vries Robles samen met haar moeder en broertje geselecteerd voor transport met bestemming Bergen-Belsen. Tot dan had De Vries Robles dat zestien keer door sperrung weten te ontlopen. Een half uur voordat de trein vertrok, werden De Vries Robles en haar moeder en broertje uit de trein gehaald, omdat haar vader er niet bij was. Volgens kampcommandant Albert Konrad Gemmeker was het beter als het hele gezin in één keer gedeporteerd zou worden. Vier dagen later vertrokken er vanwege een spoorstaking geen treinen meer uit Westerbork, hierdoor wisten De Vries Robles, haar broertje en haar ouders de oorlog te overleven. De Vries Robles omschreef zichzelf om deze reden als een 'gelukskind'. Doordat het kamp grotendeels leeg was, werd de kampschool gesloten. De Vries Robles hield zich de laatste maanden tot de bevrijding bezig met oppassen op haar broertje terwijl haar moeder in de kampkeuken werkte. Het kamp werd in april 1945 door de Canadezen bevrijd, De Vries Robles was toen dertien jaar oud.
Haar tijd in Westerbork beschreef ze als: "Er gebeurde van alles om mij heen waar ik niks van begreep, en er werd niets uitgelegd. Ik wilde alleen maar naar huis, maar dat kon kennelijk niet. Ik heb een fantasiewereld gecreëerd waarin ik me veilig voelde, een eigen werkelijkheid om te kunnen overleven. Dat is mijn redding geweest."

## Na de Tweede Wereldoorlog
Half juni 1945 kwam De Vries Robles terug aan in Amsterdam. Ze ging met haar moeder en broertje langs bij vrienden, maar kregen geen warm welkom. Het huis aan de Willem de Zwijgerlaan waar De Vries Robles en haar ouders voor de oorlog woonden was leeggehaald en werd door anderen bewoond. De Vries Robles en haar ouders en broertje vonden onderdak in een huis van een oom.
Na de oorlog ging De Vries Robles naar het Amsterdams Lyceum. In de tweede klas van het gymnasium bleef ze twee keer zitten doordat ze enkele jaren onderwijs had gemist en werd van school gestuurd.  In 1946 werd haar zusje geboren en in 1947 scheidden haar ouders. Haar vader hertrouwde in 1953. Met zijn nieuwe vrouw kreeg hij twee zoons. Aanvankelijk woonde ze in bij haar vader, maar vanaf haar zestiende woonde De Vries Robles in een pleeggezin.
De Vries Robles vertrok naar Parijs waar ze enkele cursussen aan de Sorbonne volgde. Ze rondde in Nederland een opleiding tot gezinstherapeut af en werkte twintig jaar lang voor de RIAGG. Haar halfbroer omschreef haar als ‘een zeer bevlogen therapeute, met hart voor haar cliënten en voor kinderen’.
De gebeurtenissen tijdens de Tweede Wereldoorlog hadden een sterke indruk achtergelaten op De Vries Robles. Na de oorlog was er weinig oog voor de dingen die ze had meegemaakt: "Ik hoorde nergens meer bij en dat gevoel is altijd gebleven. Vrienden waren allemaal weg, onze familie ook voor een groot deel. Wij waren als gezin gespaard gebleven en dat was uitzonderlijk. Ik heb lang gedacht dat ik me daarvoor moest verantwoorden." De Vries Robles gaf tientallen jaren gastlessen op scholen waar ze haar verhaal over de Tweede Wereldoorlog vertelde. De boodschap die ze hier wilde meegeven was "ga in gesprek". Na het overlijden van haar moeder in 1998 raakte De Vries Robles betrokken bij Herinneringscentrum Kamp Westerbork.
De Vries Robles is nooit getrouwd geweest en had geen kinderen. Ze overleed op 3 maart 2022 in Harderwijk. Ze werd begraven op begraafplaats Zorgvlied.

## Collectie Kamp Westerbork
Een ring die De Vries Robles maakte voor een Canadese bevrijder werd geschonken aan Herinneringscentrum Kamp Westerbork.